# Н-37
Оръдие Н-37 е авиационно оръдие с калибър 37 mm, произвеждано в СССР и монтирано на съветски самолети. Обозначението произлиза от името на неговия конструктор А. Е. Нуделман (на руски: Александр Эммануилович Нудельман) и калибърът му (Нуделман – 37-мм). Оръдието е прието на въоръжение през 1947 година и се произвежда в няколко варианти до 1960 година. Произведени са около 20 000 броя. В Китай по лиценз се произвежда с обозначение Type 30.
Принцип на работа на автоматиката – откат на подвижните части – цев, цевна кутия и масивен затвор. За намаляване на откатната енергия на цевта е монтирана дулен спирач. Презареждане: електро – пневматично; дистанционно – 50 атм.

## Варианти
- Н-37: Първи сериен вариант. С по едно оръдие Н-37 са въоръжени изтребителите МиГ-9, Су-13.
- Н-37Д: С еднокамерен дулен спирач с два реда отвори; с този вариант са въоръжени МиГ-15, МиГ-15бис и МиГ-17.
- Н-37Л: С по-дълъг ствол и без допълнителни устройства по дулото. Самолет-носител е изтребителят-прехващач Як-25 с две оръдия Н-37Л.
- НН-37: Оръдие система Нуделман-Неменов, модернизиран вариант на Н-37. С две НН-37 е въоръжен изтребителят Як-27.

## Основни тактико-технически данни
- Калибър – 37x155 mm
- Тегло – 96 до 105 kg
- Скорострелност – 400 из/мин
- Дължина – 2455 mm
- Ширина – 227 mm
- Височина – 354 mm
- Дължина цев – 1361 mm
- Дължина на нарезната част – 1200 mm
- Начална скорост на снаряда – 975 m/s
- Боеприпаси – БЗТ/бронебойно запалителен трасиращ/ – 765 g; ОЗТ/осколочно запалителен трасиращ/ – 722 g